# NFCチャンピオンシップゲーム
NFCチャンピオンシップゲーム（NFC Championship Game）は、NFLの2つのカンファレンスの1つであるナショナル・フットボール・カンファレンス（NFC）の優勝決定戦である。例年1月の日曜日に開催されており、優勝チームには1984年からジョージ・ハラス・トロフィーが贈られる。優勝チームはスーパーボウルの出場権を得て、アメリカン・フットボール・カンファレンス（AFC）の優勝チームと激突する。アメリカ国内では極めて注目度の高い試合であり、スーパボウルに次ぐ年間最高視聴率という座をAFCチャンピオンシップゲームと近年争っている。
AFLとNFLの統合があった1970/1971年シーズンから始まった。NFCには統合前のNFLに所属した大部分のチーム（ボルチモア・コルツ、クリーブランド・ブラウンズ、ピッツバーグ・スティーラーズを除く）で構成された。その後NFCにはエクスパンションチームとしてタンパベイ・バッカニアーズ、カロライナ・パンサーズ、2002年にはAFCからシアトル・シーホークスが移った。

## プレーオフの制度
2020年より、レギュラーシーズンが終了した後、現在は地区優勝した4チームとそれに次ぐ成績のワイルドカードで出場する3チーム(2019年までは2チーム)、合計7チームでプレーオフが争われている。1975年シーズンのプレーオフからシード制が導入されており、シード順の高いチームほど低いチームと対戦し、かつ高いほうのチームの本拠地で試合が行われる。シード1位のチームは最初の試合が免除される。

## 記録
- 最多勝利: 8 - (タイ記録)
  - ダラス・カウボーイズ (1970-71, 1975, 1977-78, 1992–93, 1995)
  - サンフランシスコ・フォーティーナイナーズ (1981, 1984, 1988-1989, 1994, 2012, 2019, 2023)
- 最多敗戦: 11 - サンフランシスコ・フォーティナイナーズ (1970–71, 1983, 1990, 1992–93, 1997, 2011, 2013, 2021-2022)
- 最多出場: 19 - サンフランシスコ・フォーティナイナーズ (1970–71, 1981, 1983–84, 1988–90, 1992–94, 1997, 2011–13, 2019, 2021-2023)
- 最多連続出場: 4
  - ダラス・カウボーイズ (1970–73)
  - ダラス・カウボーイズ (1992–95)
  - フィラデルフィア・イーグルス (2001-04)
- 最多連勝 2 - （タイ記録）
  - ダラス・カウボーイズ(1970–71)
  - ミネソタ・バイキングス (1973-74)
  - ダラス・カウボーイズ (1977–78)
  - ワシントン・レッドスキンズ (1982–83)
  - サンフランシスコ・フォーティナイナーズ (1988-89)
  - ダラス・カウボーイズ (1992–93)
  - グリーンベイ・パッカーズ (1996-97)
  - シアトル・シーホークス (2013-14)
- 無敗での最多勝: 5 - ニューヨーク・ジャイアンツ (1986, 1990, 2000, 2007, 2011)
- 連敗記録: 6 - ミネソタ・バイキングス (1977, 1987, 1998, 2000, 2009, 2017)
- 最多完封勝ち: 2 - ニューヨーク・ジャイアンツ (1986, 2000)
- 最多シーズン連敗: 3 - （タイ記録）
  - ロサンゼルス・ラムズ (1974-76)
  - ダラス・カウボーイズ (1980–82)
  - フィラデルフィア・イーグルス (2001-03)
- 最多ホストチーム: 11 - サンフランシスコ・フォーティナイナーズ (1970, 1981, 1984, 1989–90, 1992, 1994, 1997, 2011, 2019, 2023)
- 最多得点: 55 - フィラデルフィア・イーグルス, 2025年1月26日
- 最多得点差勝利: 41 - 2001年1月14日, ニューヨーク・ジャイアンツ (41) 対 ミネソタ・バイキングス (0)
- 最少得点差勝利: 1 - 1981年 - サンフランシスコ・フォーティナイナーズ 28-27 ダラス・カウボーイズ
- 最少得点勝利: 9 - 1980年1月6日 - ロサンゼルス・ラムズ vs. タンパベイ・バッカニアーズ
- 敗戦チーム最多得点: 28; 1995年1月15日 - ダラス・カウボーイズ 対 サンフランシスコ・フォーティナイナーズ、2010年1月21日 - ミネソタ・バイキングス 対 ニューオーリンズ・セインツ
- 最多合計得点: 78; 2025年1月26日 - フィラデルフィア・イーグルス (55) 対 ワシントン・コマンダース(23)
- 最少合計得点: 9; 1980年1月6日 - ロサンゼルス・ラムズ (9) 対 タンパベイ・バッカニアーズ (0)
- 最長時間試合: 71分52秒; 1999年1月17日 - アトランタ・ファルコンズ (30) 対 ミネソタ・バイキングス (27), OT
- チャンピオンシップゲーム未出場
  - なし
- チャンピオンシップゲーム未勝利
  - デトロイト・ライオンズ (0–2)
- 不出場シーズン最長: 
  - ワシントン・コマンダース  (32シーズン、1992年シーズンから2023年シーズンまで)
  - 2024年シーズン終了時で更新中の記録としてはダラス・カウボーイズが29シーズン不出場で最長
- 最多得点差からの勝利 17点 (タイ記録)
  - 2012年 0-17 → 28-24 サンフランシスコ・フォーティナイナーズ
  - 2023年 7-24 → 34-31 サンフランシスコ・フォーティナイナーズ

## 各年の記録
| シーズン  | 勝利チーム                       | 得点   | 敗北チーム                   | 得点 | 開催地                  | スタジアム                             |
| --------- | -------------------------------- | ------ | ---------------------------- | ---- | ----------------------- | -------------------------------------- |
| 1970–71   | ダラス・カウボーイズ (1)         | 17     | サンフランシスコ・49ers      | 10   | サンフランシスコ        | キーザー・スタジアム                   |
| 1971–72   | ダラス・カウボーイズ (2)         | 14     | サンフランシスコ・49ers      | 3    | アーヴィング            | テキサス・スタジアム                   |
| 1972–73   | ワシントン・レッドスキンズ (1)   | 26     | ダラス・カウボーイズ         | 3    | ワシントンD.C.          | RFKスタジアム                          |
| 1973–74   | ミネソタ・バイキングス (1)       | 27     | ダラス・カウボーイズ         | 10   | アーヴィング            | テキサス・スタジアム                   |
| 1974–75   | ミネソタ・バイキングス (2)       | 14     | ロサンゼルス・ラムズ         | 10   | ブルーミントン          | メトロポリタン・スタジアム             |
| 1975–76   | ダラス・カウボーイズ (3)         | 37     | ロサンゼルス・ラムズ         | 7    | ロサンゼルス            | ロサンゼルス・コロシアム               |
| 1976–77   | ミネソタ・バイキングス (3)       | 24     | ロサンゼルス・ラムズ         | 13   | ブルーミントン          | メトロポリタン・スタジアム             |
| 1977–78   | ダラス・カウボーイズ (4)         | 23     | ミネソタ・バイキングス       | 6    | アーヴィング            | テキサス・スタジアム                   |
| 1978–79   | ダラス・カウボーイズ (5)         | 28     | ロサンゼルス・ラムズ         | 0    | ロサンゼルス            | ロサンゼルス・コロシアム               |
| 1979–80   | ロサンゼルス・ラムズ (1)         | 9      | タンパベイ・バッカニアーズ   | 0    | タンパ                  | タンパ・スタジアム                     |
| 1980–81   | フィラデルフィア・イーグルス (1) | 20     | ダラス・カウボーイズ         | 7    | フィラデルフィア        | ベテランズ・スタジアム                 |
| 1981–82   | サンフランシスコ・49ers (1)      | 28     | ダラス・カウボーイズ         | 27   | サンフランシスコ        | キャンドルスティック・パーク           |
| 1982–83   | ワシントン・レッドスキンズ (2)   | 31     | ダラス・カウボーイズ         | 17   | ワシントンD.C.          | RFKスタジアム                          |
| 1983–84   | ワシントン・レッドスキンズ (3)   | 24     | サンフランシスコ・49ers      | 21   | ワシントンD.C.          | RFKスタジアム                          |
| 1984–85   | サンフランシスコ・49ers (2)      | 23     | シカゴ・ベアーズ             | 0    | サンフランシスコ        | キャンドルスティック・パーク           |
| 1985–86   | シカゴ・ベアーズ (1)             | 24     | ロサンゼルス・ラムズ         | 0    | シカゴ                  | ソルジャー・フィールド                 |
| 1986–87   | ニューヨーク・ジャイアンツ (1)   | 17     | ワシントン・レッドスキンズ   | 0    | イーストラザフォード    | ジャイアンツ・スタジアム               |
| 1987–88   | ワシントン・レッドスキンズ (4)   | 17     | ミネソタ・バイキングス       | 10   | ワシントンD.C.          | RFKスタジアム                          |
| 1988–89   | サンフランシスコ・49ers (3)      | 28     | シカゴ・ベアーズ             | 3    | シカゴ                  | ソルジャー・フィールド                 |
| 1989–90   | サンフランシスコ・49ers (4)      | 30     | ロサンゼルス・ラムズ         | 3    | サンフランシスコ・49ers | キャンドルスティック・パーク           |
| 1990–91   | ニューヨーク・ジャイアンツ (2)   | 15     | サンフランシスコ・49ers      | 13   | サンフランシスコ        | キャンドルスティック・パーク           |
| 1991–92   | ワシントン・レッドスキンズ (5)   | 41     | デトロイト・ライオンズ       | 10   | ワシントンD.C.          | RFKスタジアム                          |
| 1992–93   | ダラス・カウボーイズ (6)         | 30     | サンフランシスコ・49ers      | 20   | サンフランシスコ        | キャンドルスティック・パーク           |
| 1993–94   | ダラス・カウボーイズ (7)         | 38     | サンフランシスコ・49ers      | 21   | アーヴィング            | テキサス・スタジアム                   |
| 1994–95   | サンフランシスコ・49ers (5)      | 38     | ダラス・カウボーイズ         | 28   | サンフランシスコ        | キャンドルスティック・パーク           |
| 1995–96   | ダラス・カウボーイズ (8)         | 38     | グリーンベイ・パッカーズ     | 27   | アーヴィング            | テキサス・スタジアム                   |
| 1996–97   | グリーンベイ・パッカーズ (1)     | 30     | カロライナ・パンサーズ       | 13   | グリーンベイ            | ランボー・フィールド                   |
| 1997–98   | グリーンベイ・パッカーズ (2)     | 23     | サンフランシスコ・49ers      | 10   | サンフランシスコ        | 3Comパーク                             |
| 1998–99   | アトランタ・ファルコンズ (1)     | 30(OT) | ミネソタ・バイキングス       | 27   | ミネアポリス            | メトロドーム                           |
| 1999–00   | セントルイス・ラムズ (2)         | 11     | タンパベイ・バッカニアーズ   | 6    | セントルイス            | トランス・ワールド・ドーム             |
| 2000–01   | ニューヨーク・ジャイアンツ (3)   | 41     | ミネソタ・バイキングス       | 0    | イーストラザフォード    | ジャイアンツ・スタジアム               |
| 2001–02   | セントルイス・ラムズ (3)         | 29     | フィラデルフィア・イーグルス | 24   | セントルイス            | エドワード・ジョーンズ・ドーム         |
| 2002–03   | タンパベイ・バッカニアーズ (1)   | 27     | フィラデルフィア・イーグルス | 10   | フィラデルフィア        | ベテランズ・スタジアム                 |
| 2003–04   | カロライナ・パンサーズ (1)       | 14     | フィラデルフィア・イーグルス | 3    | フィラデルフィア        | リンカーン・フィナンシャル・フィールド |
| 2004–05   | フィラデルフィア・イーグルス (2) | 27     | アトランタ・ファルコンズ     | 10   | フィラデルフィア        | リンカーン・フィナンシャル・フィールド |
| 2005–06   | シアトル・シーホークス (1)       | 34     | カロライナ・パンサーズ       | 14   | シアトル                | クエスト・フィールド                   |
| 2006–07   | シカゴ・ベアーズ (2)             | 39     | ニューオーリンズ・セインツ   | 14   | シカゴ                  | ソルジャー・フィールド                 |
| 2007–08   | ニューヨーク・ジャイアンツ (4)   | 23(OT) | グリーンベイ・パッカーズ     | 20   | グリーンベイ            | ランボー・フィールド                   |
| 2008–09   | アリゾナ・カージナルス (1)       | 32     | フィラデルフィア・イーグルス | 25   | グレンデール            | フェニックス大学スタジアム             |
| 2009–10   | ニューオーリンズ・セインツ (1)   | 31     | ミネソタ・バイキングス       | 28   | ニューオーリンズ        | ルイジアナ・スーパードーム             |
| 2010–11   | グリーンベイ・パッカーズ (3)     | 21     | シカゴ・ベアーズ             | 14   | シカゴ                  | ソルジャー・フィールド                 |
| 2011–12   | ニューヨーク・ジャイアンツ (5)   | 20(OT) | サンフランシスコ・49ers      | 17   | サンフランシスコ        | キャンドルスティック・パーク           |
| 2012–13   | サンフランシスコ・49ers (6)      | 28     | アトランタ・ファルコンズ     | 24   | アトランタ              | ジョージア・ドーム                     |
| 2013–14   | シアトル・シーホークス (2)       | 23     | サンフランシスコ・49ers      | 17   | シアトル                | センチュリーリンク・フィールド         |
| 2014–15   | シアトル・シーホークス (3)       | 28(OT) | グリーンベイ・パッカーズ     | 22   | シアトル                | センチュリーリンク・フィールド         |
| 2015–16   | カロライナ・パンサーズ (2)       | 49     | アリゾナ・カージナルス       | 15   | シャーロット            | バンク・オブ・アメリカ・スタジアム     |
| 2016–17   | アトランタ・ファルコンズ (2)     | 44     | グリーンベイ・パッカーズ     | 21   | アトランタ              | ジョージア・ドーム                     |
| 2017-18   | フィラデルフィア・イーグルス (3) | 38     | ミネソタ・バイキングス       | 7    | フィラデルフィア        | リンカーン・フィナンシャル・フィールド |
| 2018-19   | ロサンゼルス・ラムズ (4)         | 26     | ニューオーリンズ・セインツ   | 23   | ニューオーリンズ        | メルセデス・ベンツ・スーパードーム     |
| 2019-2020 | サンフランシスコ・49ers (7)      | 37     | グリーンベイ・パッカーズ     | 20   | サンタクララ            | リーバイス・スタジアム                 |
| 2020-2021 | タンパベイ・バッカニアーズ (2)   | 31     | グリーンベイ・パッカーズ     | 26   | グリーンベイ            | ランボー・フィールド                   |
| 2021-2022 | ロサンゼルス・ラムズ (5)         | 20     | サンフランシスコ・49ers      | 17   | ロサンゼルス            | SoFiスタジアム                         |
| 2022-2023 | フィラデルフィア・イーグルス (4) | 31     | サンフランシスコ・49ers      | 7    | フィラデルフィア        | リンカーン・フィナンシャル・フィールド |
| 2023-2024 | サンフランシスコ・49ers (8)      | 34     | デトロイト・ライオンズ       | 31   | サンタクララ            | リーバイス・スタジアム                 |
| 2024-2025 | フィラデルフィア・イーグルス (5) | 55     | ワシントン・コマンダース     | 23   | フィラデルフィア        | リンカーン・フィナンシャル・フィールド |

## チームごとの成績
| 出場回数 | チーム                                  | 勝 | 敗 | 勝率  | 総得点 | 総失点 | 最近の出場 | 最近の優勝 |
| -------- | --------------------------------------- | -- | -- | ----- | ------ | ------ | ---------- | ---------- |
| 19       | サンフランシスコ・フォーティナイナーズ  | 8  | 11 | .421  | 402    | 391    | 2023       | 2023       |
| 14       | ダラス・カウボーイズ                    | 8  | 6  | .571  | 317    | 264    | 1995       | 1995       |
| 11       | ロサンゼルス/セントルイス・ラムズ       | 5  | 6  | .455  | 128    | 227    | 2021       | 2021       |
| 9        | ミネソタ・バイキングス                  | 3  | 6  | .333  | 143    | 213    | 2017       | 1976       |
| 9        | グリーンベイ・パッカーズ                | 3  | 6  | .333  | 189    | 194    | 2020       | 2010       |
| 8        | フィラデルフィア・イーグルス            | 5  | 3  | .625  | 236    | 156    | 2024       | 2024       |
| 7        | ワシントン・コマンダース/レッドスキンズ | 5  | 2  | .714  | 162    | 133    | 2024       | 1991       |
| 5        | ニューヨーク・ジャイアンツ              | 5  | 0  | 1.000 | 116    | 50     | 2011       | 2011       |
| 5        | シカゴ・ベアーズ                        | 2  | 3  | .400  | 80     | 86     | 2010       | 2006       |
| 4        | カロライナ・パンサーズ                  | 2  | 2  | .500  | 90     | 82     | 2015       | 2015       |
| 4        | アトランタ・ファルコンズ                | 2  | 2  | .500  | 64     | 82     | 2016       | 2016       |
| 4        | タンパベイ・バッカニアーズ              | 2  | 2  | .500  | 64     | 55     | 2020       | 2020       |
| 3        | シアトル・シーホークス                  | 3  | 0  | 1.000 | 85     | 53     | 2014       | 2014       |
| 3        | ニューオーリンズ・セインツ              | 1  | 2  | .333  | 45     | 67     | 2018       | 2009       |
| 2        | アリゾナ・カージナルス                  | 1  | 1  | .500  | 70     | 100    | 2015       | 2008       |
| 2        | デトロイト・ライオンズ                  | 0  | 2  | .000  | 41     | 75     | 2023       | 未経験     |